# بوبي هيغينسون
بوبي هيغينسون (بالإنجليزية: Bobby Higginson)‏ هو لاعب كرة قاعدة أمريكي، ولد في 18 أغسطس 1970 في فيلادلفيا في الولايات المتحدة.

## وصلات خارجية
- بوبي هيغينسون على موقع دوري كرة القاعدة الرئيسي (الإنجليزية)
- بوبي هيغينسون على موقعبيزبول رفرنس.كوم (الدوري الرئيسي) (الإنجليزية)
- بوبي هيغينسون على موقعبيزبول رفرنس.كوم (الدوري الثانوي) (الإنجليزية)
- بوبي هيغينسون على موقع إي إس بي إن.كوم (أم.أل.بي) (الإنجليزية)
- بوبي هيغينسون على موقع مشجعي الرسوم البيانية (الإنجليزية)